# William Horwood
William Horwood (ur. 1944 w Oksfordzie) – brytyjski pisarz, piszący literaturę dziecięcą, a także fantasy. 
Jest autorem powieści „Wolves of Time” (Czas wilków), której duża część akcji dzieje się w Tatrach. 

## Polskie przekłady literatury Horwooda
- „Las Duncton”
- „W stronę Duncton” (cz.1)
- „W stronę Duncton” (cz.2)
- „Nad Rzeką i Tam Dalej”
- „Tryumf Ropucha”
- „Zima pośród wierzb”
- „Skrytoświat- Wiosna” [2010, wyd. Amber]